# Cinema da década de 2000
O cinema da década de 2000, contrariando as previsões dos críticos temerosos com a decadência do cinema, demonstra que muitos diretores continuam com a criatividade a mil. O musical Dancer in the Dark ganha prestígio no Festival de Cannes e pelos cinéfilos ao redor do mundo . Quentin Tarantino retoma parceria com Uma Thurman nos dois volumes de Kill Bill (Kill Bill Vol. 1 e Kill Bill Vol. 2).O gênero suspense ganhou fôlego de novo com o filme Caché, do diretor austríaco Michael Haneke, que reflete as condições sociais. As artes marciais também são tema frequente no cinema oriental, com Ang Lee faturando quatro Óscar com Crouching Tiger, Hidden Dragon. A década trouxe também uma explosão de filmes com efeitos especiais computadorizados, como a trilogia de O Senhor dos Anéis (série de filmes) e os sucessos Homem-Aranha e X-Men. Também houve o início do Universo Cinematográfico Marvel e da saga de Harry Potter, além da ressurreição da franquia Batman.

## 2000
Dancer in the Dark, vence a Palma de Ouro no Festival de Cannes.
Ridley Scott retorna à Roma antiga para contar a saga de Gladiator.
Ang Lee dirige Crouching Tiger, Hidden Dragon.
Wong Kar-Wai dirige o romance Fa Yeung Nin Wa.
X-Men se torna um dos precursores de uma nova geração de filmes baseados em heróis de histórias em quadrinhos.
O Grinch, comédia natalina estrelada por Jim Carrey, arrecada grande bilheteria mundial.
O Patriota, filme que conta a luta da independência americana, dirigido por Roland Emmerich e estrelado por Mel Gibson, é estreado.

## 2001
Spirited Away vence do Oscar de melhor animação.
David Lynch dirige Mulholland Drive
Michael Haneke dirige La Pianiste, vencedor do prêmio Melhor Atriz, Melhor Ator e Grande Prêmio do Júri no Festival de Cannes.
Peter Jackson lança The Lord of the Rings: The Fellowship of the Ring, que daria início à primeira saga cinematográfica baseada na obra de J.R.R. Tolkien.
É lançado Harry Potter and the Philosopher's Stone, que daria início à atual segunda saga cinematográfica com maior bilheteria.
Ron Howard ganha o Óscar com a história real A Beautiful Mind.

## 2002
Martin Scorsese filma  Gangs of New York, primeiro filme da parceria entre o diretor e Leonardo DiCaprio.
Roman Polanski dirige o drama sobre a Segunda Guerra Mundial, The Pianist.
Pedro Almodóvar dirige Hable con Ella.
A diretora e roteirista Nia Vardalos lança My Big Fat Greek Wedding.
É lançado Cidade de Deus (City of God), indicado a quatro Óscar e atualmente o filme brasileiro mais influente no exterior.
A comédia Le Fabuleux destin d'Amélie Poulain é lançada.

## 2003
Sofia Coppola dirige Lost in Translation.
Clint Eastwood lança Mystic River, que  faz sucesso em torno de tema polêmico, a pedofilia.
A terceira parte da trilogia The Lord of The Rings, The Lord of the Rings: The Return of the King (O Senhor dos Anéis - O Retorno do Rei), ganha onze Óscar e se torna o segundo filme a passar a marca de 1 bilhão de dólares.
Johnny Depp estrela a aventura Pirates of the Caribbean: The Curse of the Black Pearl .
O mexicano Alejandro González Iñárritu dirige 21 Grams.
A Pixar lança Finding Nemo.

## 2004
Clint Eastwood trabalha o delicado assunto da eutanásia em Million Dollar Baby.
Martin Scorsese dirige The Aviator.
É lançado Eternal Sunshine of the Spotless Mind, que fatura o Óscar de melhor roteiro original.
Mike Nichols dirige Julia Roberts e Natalie Portman em Closer (filme).
Walter Salles realiza o road movie latino Diarios de Motocicleta.

## 2005
George Clooney ganha o Óscar de Melhor Ator por Syriana e dirige Good Night, and Good Luck.
Ang Lee dirige Brokeback Mountain.
Sandra Bullock e Matt Dillon estão em Crash, que vence a categoria máxima da Academia.
Steven Spielberg causa polêmica com Munique, sobre os atentados terroristas nas Olimpíadas de Munique.
Woody Allen dirige Match Point, com Scarlett Johansson.
Tom Cruise protagoniza War of the Worlds (Guerra dos Mundos), com Steven Spielberg como diretor, baseado no livro de mesmo nome do autor H.G. Wells.

## 2006
Natalie Portman e Hugo Weaving estrelam a adaptação dos quadrinhos de Alan Moore, V for Vendetta (V de Vingança), sobre uma Inglaterra futurista governada por tiranos.
Guillermo del Toro lança O Labirinto do Fauno, que lhe rendeu 3 prêmios das 6 indicações que o filme recebeu no Oscar e 1 indicação na categoria de Melhor Filme em Língua Estrangeira no Globo de Ouro.

## 2007
David Lynch dirige Inland Empire.
David Fincher lança Zodíaco.

## 2008
Tim Burton dirige o musical Sweeney Todd.
Marion Cotillard ganha o Oscar de Melhor Atriz e se torna a primeira pessoa a vencer um Oscar por um filme em língua francesa por sua atuação em Piaf - Um Hino ao Amor.
Os Irmãos Coen dirigem o filme vencedor de diversos Oscar No Country for Old Men.

## 2009
Lars von Trier traz o polêmico Anticristo, o filme não foi muito bem recebido no Festival de Cannes, mas rendeu para a atriz Charlotte Gainsbourg o prêmio de Melhor Atriz no próprio, e um dos filmes da história do cinema que mais divide opinião.
Michael Haneke dirige Das Weisse Band, vencedor de Melhor Filme de Língua Estrangeira no Globo de Ouro e da Palma de Ouro no Festival de Cannes e indicado ao Oscar de Melhor Filme Estrangeiro.
Quentin Tarantino dirige Inglourious Basterds.

## 2010
Darren Aronofsky dirige Black Swan, drama psicológico que rendeu a atriz Natalie Portman o Oscar de Melhor Atriz.
Abbas Kiarostami entrega  Copie Conforme que rendeu a Juliette Binoche o prêmio de Melhor Atriz no Festival de Cannes.